# فيلينتسي
فيلينتسي (بالبلغارية: Веленци)‏ قرية تقع إدارياً ضمن تريافنا في بلغاريا. ويبلغ عدد سكانها 6 نسمة حسب تعداد 15 مارس 2015. تعتمد فيلينتسي للبريد على الرمز البريدي 5351.